# Aleksandar Gorski
Aleksandar Aleksejevič Gorski, ruski baletni koreograf s prijelaza iz 19. u 20. stoljeće, poznat po obradama brojnih klasičnih baleta poput Labuđeg jezera i Orašara. Jedan od glavnih predstavnika naturalističkog i realističkog pravca u baletnoj koreografiji, a njegove su obrade bile ocjenjivane kontroverznima pa za života nije stekao priznanje.
S navršenih osam godina roditelji su ga upisali na Carsku baletnu školu u rodnom Sankt Peterburgu, na kojoj je kasnije studirao baletnu koreografiju. U mladosti je plesao u nekoliko manjih baletnih ansambala ostvarivši značajnije uloge u Čarobnoj fruli i Posvećenju proljeća. Bio je i solist, a kasnije i ravnatelj slavnog Boljšoj baleta u Moskvi. U posljednjem razdoblju stvaralaštva okrenuo se suvremenom baletu nadahnutom američkom plesačicom Isidorom Duncan.
Njegova sestra također je bila baletna umjetnica.